# DR-Baureihe 22
Die Dampflokomotiven der Baureihe 22 waren umgebaute Personenzuglokomotiven der Deutschen Reichsbahn.

## Geschichte
Sie entstanden zwischen 1958 und 1962 innerhalb des Rekonstruktionsprogrammes aus den Lokomotiven der Baureihe 39.0–2. Diese hatten zwei entscheidende Probleme: Der Kessel erzeugte zu wenig Dampf, und die Dampfwege waren zu verwinkelt, was die maximale Leistung der Lok erheblich einschränkte. Es wurden insgesamt 85 Exemplare mit einem neuen Verbrennungskammerkessel mit Mischvorwärmeranlage der Bauart IfS ausgestattet. Die Kessel wurden als Typ 39E geführt. Zur Aufnahme des neuen Dampferzeugers musste der Rahmen verlängert werden. Aufgrund des breiteren Hinterkessels erhielt das ebenfalls neue Führerhaus eine geänderte Stirnwand. Außerdem erhielten die Lokomotiven neue, geschweißte Zylinder und Kolbenschieber der Bauart Trofimoff. Die Lokomotiven trugen die Betriebsnummern 22 001–085 und waren hauptsächlich in den Reichsbahndirektionen Dresden und Erfurt beheimatet.
Die Deutsche Reichsbahn setzte die Lokomotiven auch im schweren Schnellzugdienst in den Plänen der Baureihe 01 ein, was jedoch zu einer Überlastung der ursprünglichen Bauteile führte und damit zu Rahmenrissen und Kolbenschäden. Dies und die in den frühen 1960er Jahren beginnende Elektrifizierung im sächsischen Raum führten zur frühzeitigen Ausmusterung der Loks. Die relativ neuen Kessel wurden für Lokomotiven anderer Baureihen verwendet. Die 22 001 war im Bw Halle P stationiert und diente der späteren Versuchs- und Entwicklungsstelle der Maschinenwirtschaft (VES-M), dafür war sie seit 1959 mit einer Riggenbach-Gegendruckbremse und Mischvorwärmer ausgerüstet.

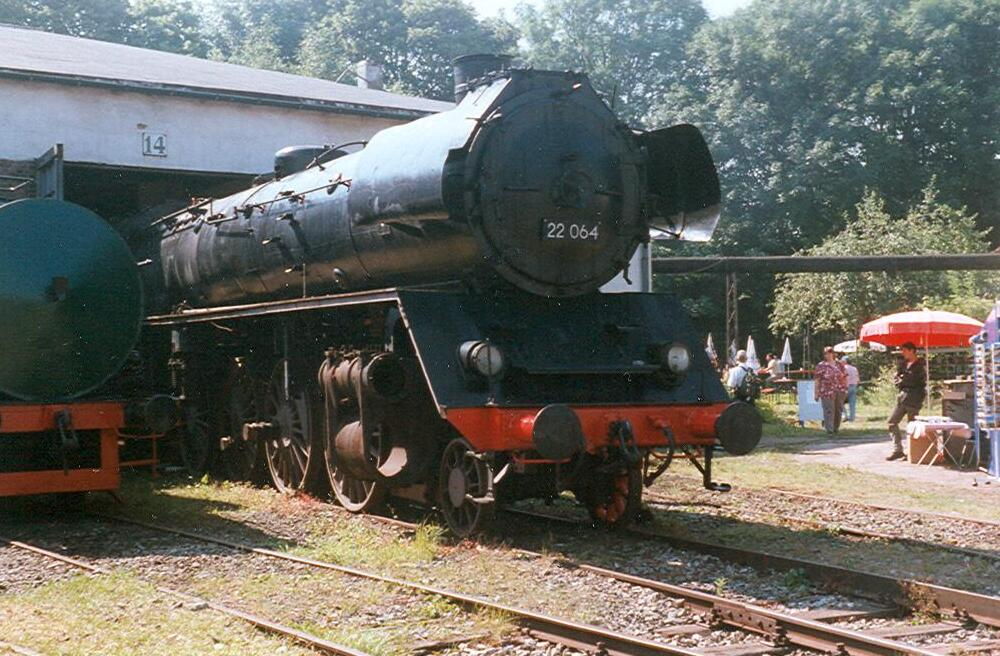
22 064 im BEM in Nördlingen. Das Hindernis für einen kompletten Aufbau der Lokomotive ist das fehlende Gestänge.

Ab 1968 wurden 50 der 85 Rekokessel der Baureihe 22 für die Rekonstruktion der Baureihe 03 verwendet.
1970 wurden die restlichen Lokomotiven im neuen EDV-gerechten Nummernschema der Baureihe 39.10 zugeordnet. Allerdings waren 1970 nur noch wenige Maschinen in Halberstadt und Saalfeld im Einsatz. Bereits 1971 wurde die letzte Lok abgestellt. Bis Anfang der 1990er Jahre dienten neun Lokomotiven als stationäre Dampferzeuger. Lok 22 066 diente als Heizlok im Bahnbetriebswerk Staßfurt.
Die Fahrzeuge wurden mit Schlepptendern der Bauarten 2’2’ T 32 oder 2’2’ T 34 ausgestattet.